# 29 aprilie
ianuarie • februarie • martie  • aprilie  • mai  • iunie  • iulie  • august  • septembrie  • octombrie  • noiembrie  • decembrie
29 aprilie este a 119-a zi a calendarului gregorian și ziua a 120-a în anii bisecți. Mai sunt 246 de zile până la sfârșitul anului.

## Evenimente

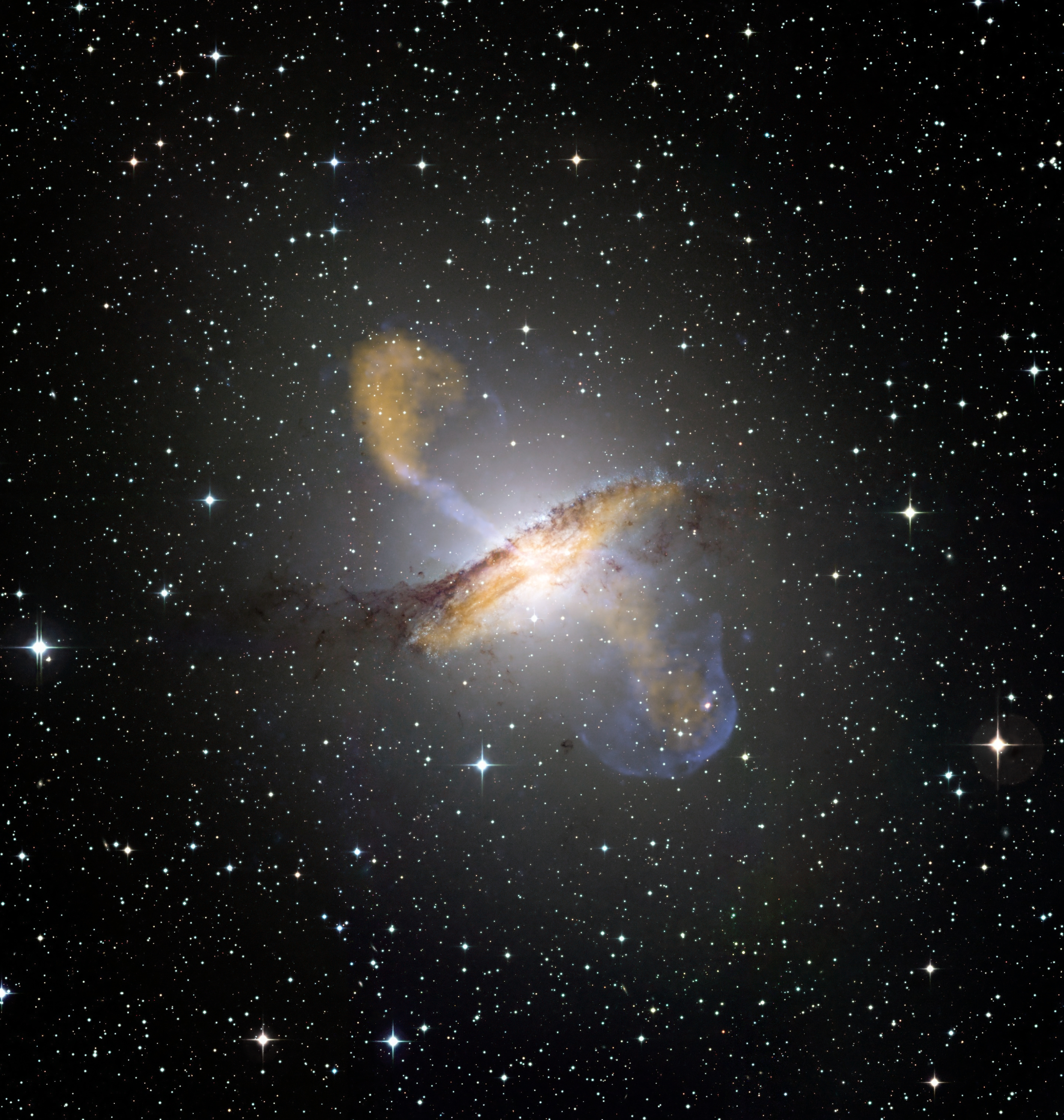
1826: Astronomul scoțian James Dunlop descoperă galaxia Centaurus A, aflată la 11–13 milioane de ani lumină de Pământ.

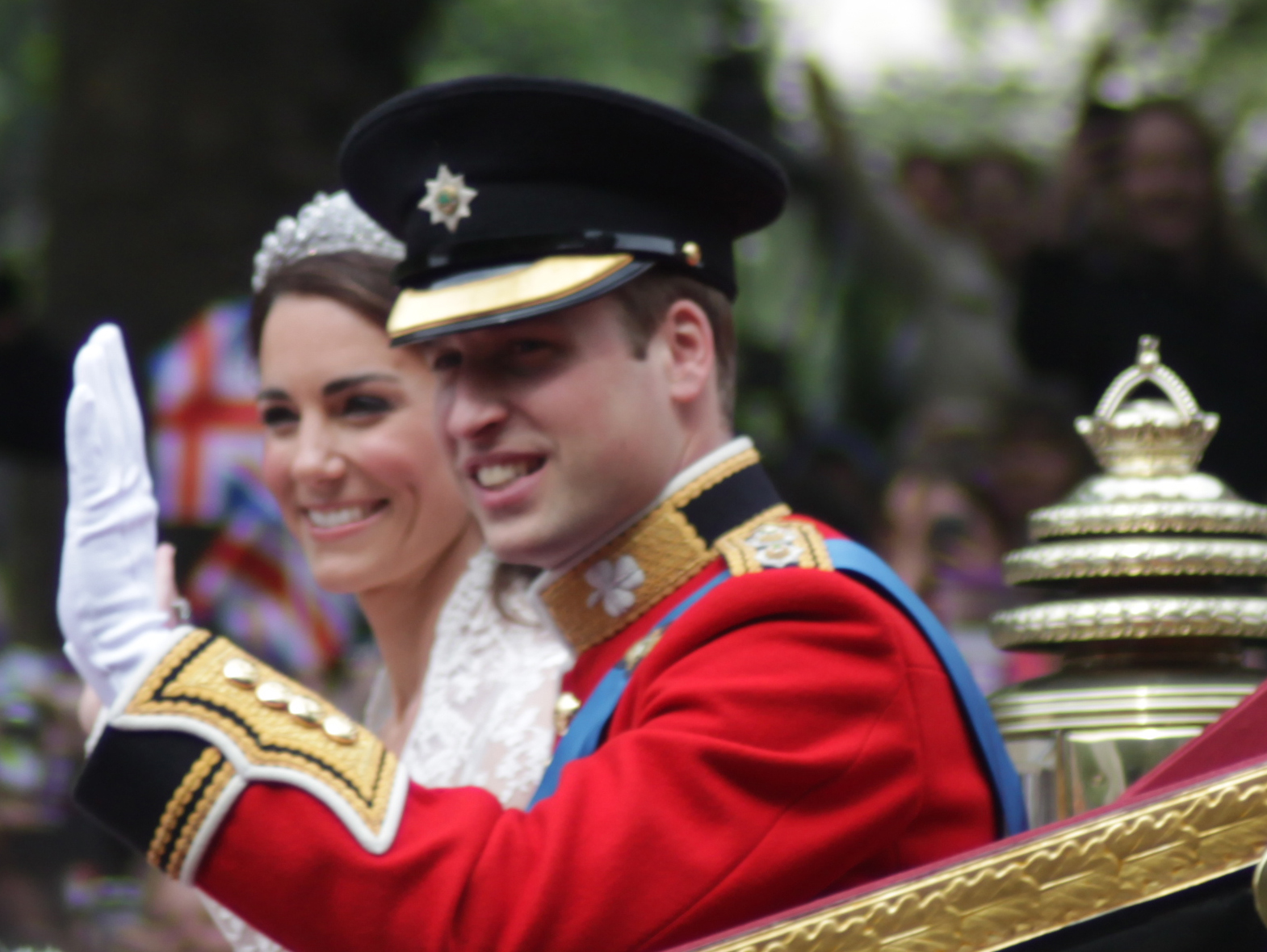
2011: Căsătoria Prințului William, Duce de Cambridge, cu Kate Middleton

- 1091: Bătălia de la Levounion: Pecenegii sunt înfrânți de împăratul bizantin Alexios I.
- 1429: Ioana d'Arc ajunge pentru a ajuta la Asediul Orléans-ului.
- 1483: Insula Gran Canaria este cucerită de regatul Castiliei.[1] Insula va juca un rol important în expansiunea maritimă a Spaniei.
- 1521: Războiul suedez de eliberare: Trupele suedeze înving forțele daneze în Bătălia de la Västerås.[2]
- 1624: Cardinalul Richelieu devine ministru al regelui Ludovic al XIII-lea.
- 1661: Dinastia chinezească Ming ocupă Taiwanul.
- 1672: Al treilea război anglo-neerlandez: Ludovic al XIV-lea al Franței invadează Țările de Jos.
- 1826: Astronomul scoțian James Dunlop descoperă galaxia Centaurus A sau NGC 5128, aflată la 11–13 milioane de ani lumină de Pământ.[3][4]
- 1835: În timpul muncilor agricole, pe un teren aflat la 1 km nord de Schifferstadt, în sud-vestul Germaniei, se descoperă un obiect conic, așa-numita "pălărie de aur din Schifferstadt" (primul dintre cele patru asemenea obiecte care vor ieși la lumină în timp: conul de aur din Avanton, vestul Franței, conul de aur din Ezelsdorf-Buch, lângă Nurnberg, pălăria de aur din Berlin).
- 1868: S-a înființat Filarmonica Română, care poartă numele lui George Enescu.
- 1882: "Elektromote" – precursorul troleibuzului – este testat de Ernst Werner von Siemens la Berlin.
- 1911: Este fondată Universitatea Tsinghua, una dintre cele mai importante universități din China continentală.[5]
- 1945: Holocaust: Lagărul de concentrare de la Dachau este eliberat de trupele americane.[6]
- 1945: Al Doilea Război Mondial: Predarea de la Caserta este semnată de comandantul forțelor germane din Italia.[7]
- 1945: Al Doilea Război Mondial: Încep lansările aeriene cu alimente deasupra regiunilor ocupate de germani din Țările de Jos.[8]
- 1945: Cancelarul și Führerul Germaniei, Adolf Hitler, se căsătorește cu partenera sa de lungă durată Eva Braun într-un buncăr din Berlin[9] și îl desemnează pe amiralul Karl Dönitz drept succesor.[10]
- 1946: Tribunalul Militar Internațional pentru Orientul Îndepărtat se întrunește și îl incriminează pe fostul prim-ministru al Japoniei Hideki Tojo și pe 28 de foști lideri japonezi pentru crime de război.[11]
- 1952: Zborul Pan Am 202 se prăbușește în bazinul Amazonului lângă Carolina, Maranhão, Brazilia, omorând 50 de persoane.[12]
- 1967: După ce a refuzat încorporarea în Armata Statelor Unite în ziua precedentă, lui Muhammad Ali i se retrage titlul de boxer.[13]
- 1974: Scandalul Watergate: Președintele Statelor Unite Richard Nixon anunță publicarea transcrierilor editate ale înregistrărilor Casei Albe referitoare la scandal.[14]
- 1997: A intrat în vigoare Convenția cu privire la interzicerea elaborării, producerii, depozitării și utilizării armamentului chimic și lichidarea acestuia, semnată la Paris la 13 ianuarie 1993.
- 2011: Are loc, la catedrala Westminster din Londra, căsătoria Prințului William cu Kate Middleton.[15]
- 2025: În Spania, Portugalia, Andorra și în unele părți ale Franței se semnalează o pană de curent generalizată, care închide aeroporturile, sistemele de transport în comun și numeroase spitale. Guvernul Spaniei declară stare de urgență națională și trimite peste 30.000 de polițiști pentru a menține ordinea. Premierul portughez exclude un atac cibernetic drept cauză a penei de curent.[16][17]

## Nașteri
- 1728: Jean-Georges Noverre, creatorul baletului modern (d. 1810)
- 1762: Jean-Baptiste Jourdan, mareșal francez (d. 1833)
- 1818: Țarul Alexandru al II-lea al Rusiei între 1855 și 1881 (d. 1881)
- 1842: Karl Millöcker, compozitor austriac (d. 1899)
- 1854: Henri Poincaré, matematician și fizician francez (d. 1912)
- 1863: William Randolph Hearst, magnat al presei din SUA (d. 1951)

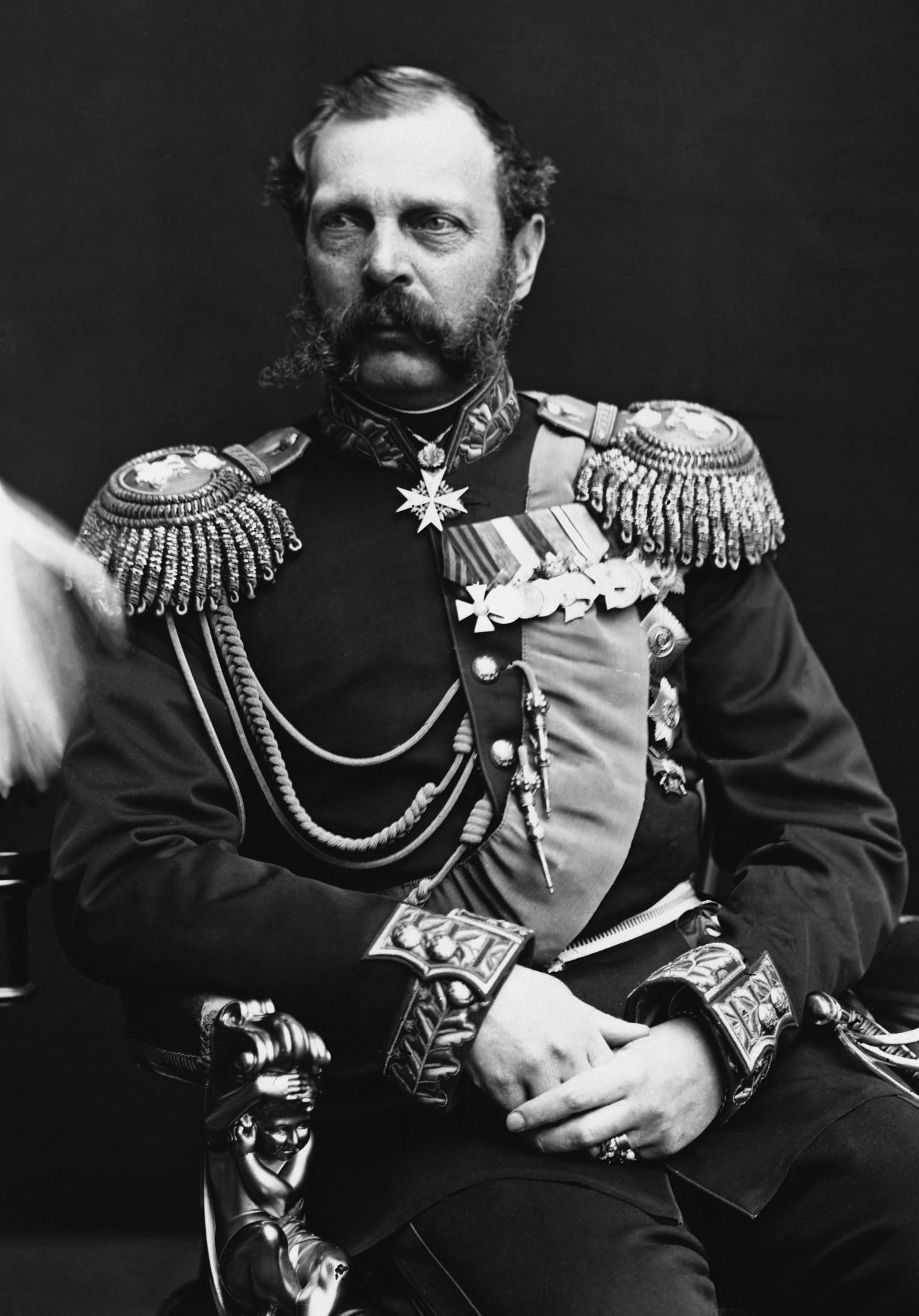
Țarul Alexandru al II-lea al Rusiei
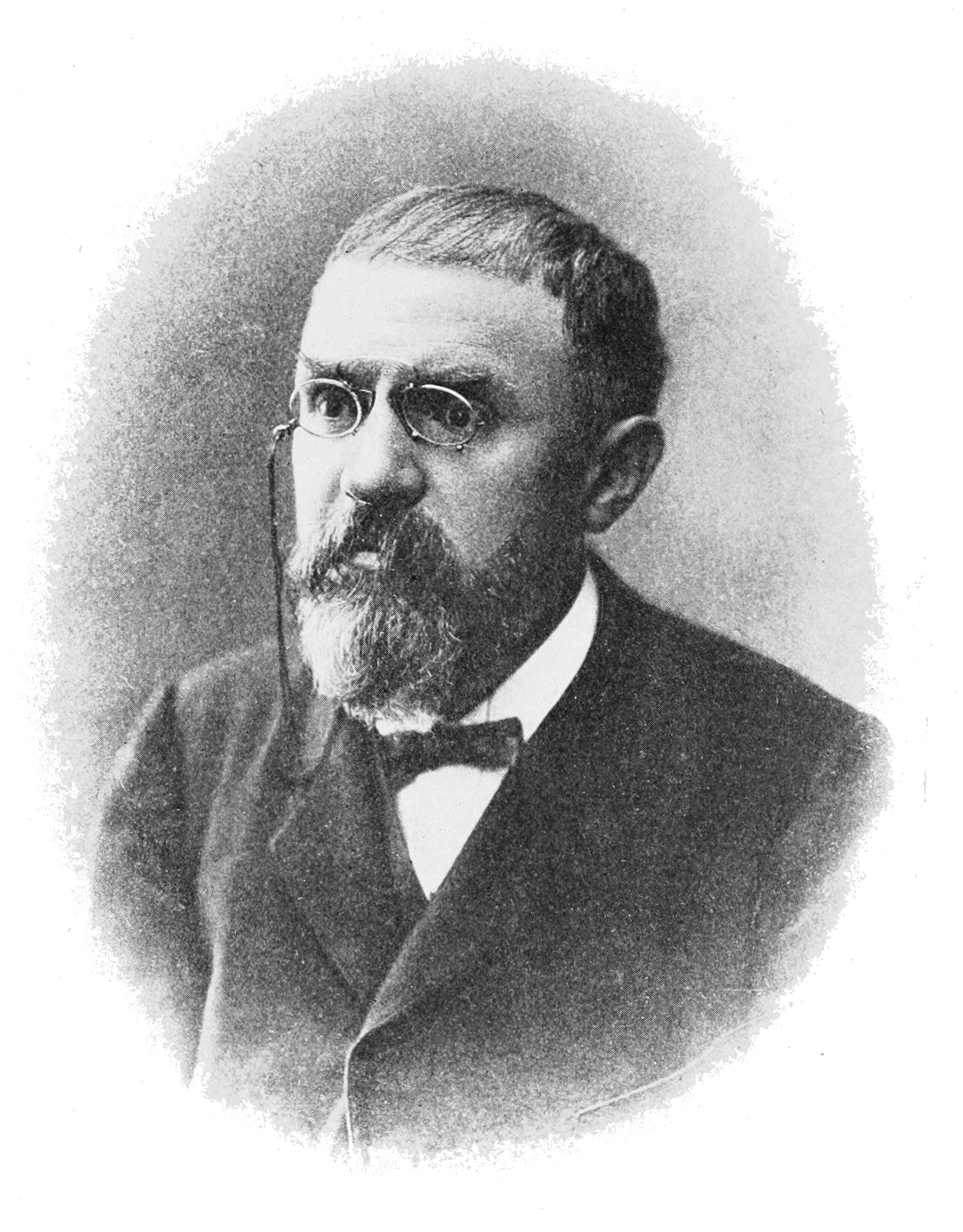
Henri Poincaré, matematician și fizician francez
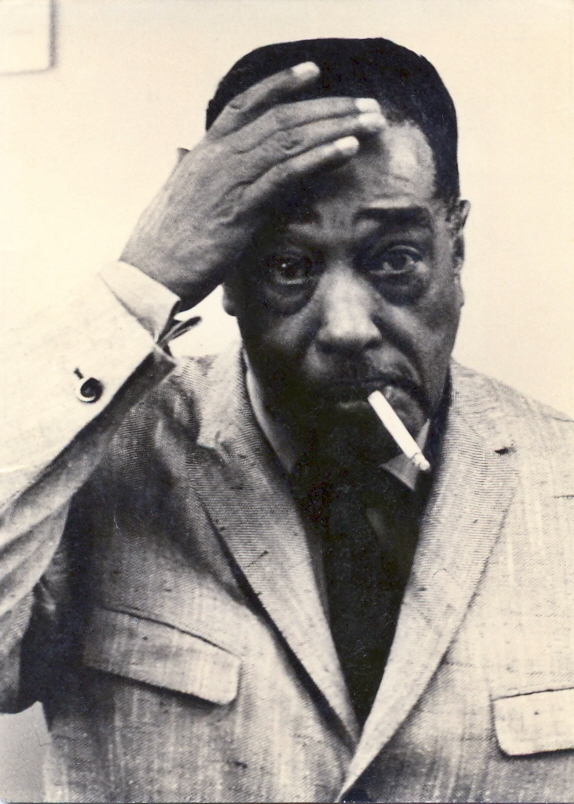
Duke Ellington, muzician american

- 1863: Konstantinos Kavafis, poet grec (d. 1933)
- 1868: Alice Keppel, metresă a regelui Eduard al VII-lea al Regatului Unit (d. 1947)
- 1875: Rafael Sabatini, scriitor italiano-englez (d. 1950)
- 1879: Gala Galaction (Grigore Pisculescu), scriitor român, traducător, în 1938, al Bibliei (d. 1961)
- 1890: Hans Otto Roth, politician sas, deținut politic (d. 1953)
- 1893: Harold Urey, chimist american, laureat al Premiului Nobel pentru Chimie (d. 1981)
- 1899: Duke Ellington (Edward Kennedy), muzician american (d. 1974)
- 1901: Hirohito, împărat al Japoniei (d. 1989)
- 1907: Fred Zinnemann, regizor austrico-american (d. 1997)
- 1927: Virgil Cândea, istoric, membru titular al Academiei Române din 1993 (d. 2007)
- 1929: Yves Goldenberg, lingvist, filolog, arabist (d. 1977)
- 1930: Jean Rochefort, actor francez (d. 2017)
- 1932: Frank Auerbach, pictor britanic de origine german (d. 2024)
- 1933: Willie Nelson, cântăreț de muzică country, actor și activist american
- 1935: Vasile Vetișanu, politician român (d. 2012)
- 1936: Gheorghe Tomozei, poet român (d. 1997)
- 1936: Zubin Mehta, dirijor indian
- 1938: Bernard Madoff, finanțist american (d. 2021)
- 1941: Mircea Veroiu, regizor român de film (d. 1997)
- 1945: Hugh Hopper, basist englez (Soft Machine) (d. 2009)
- 1951: Dale Earnhardt, pilot american din campionatul NASCAR (d. 2001)
- 1954: Andrei Mudrea, pictor și artist plastic român din Republica Moldova (d. 2022)

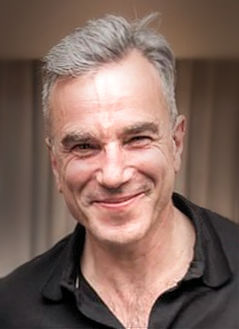
Daniel Day-Lewis, actor britanic
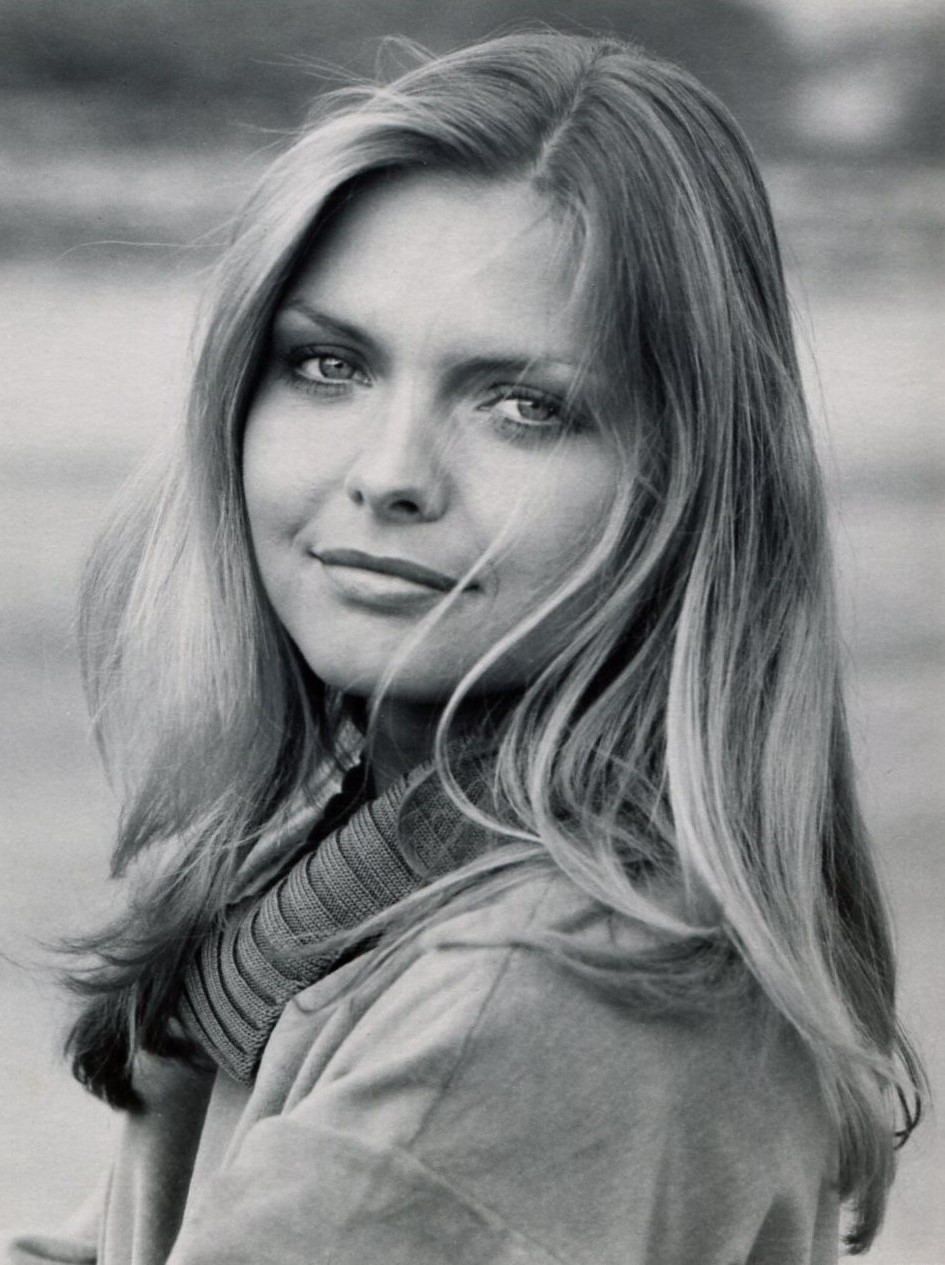
Michelle Pfeiffer, actriță americană
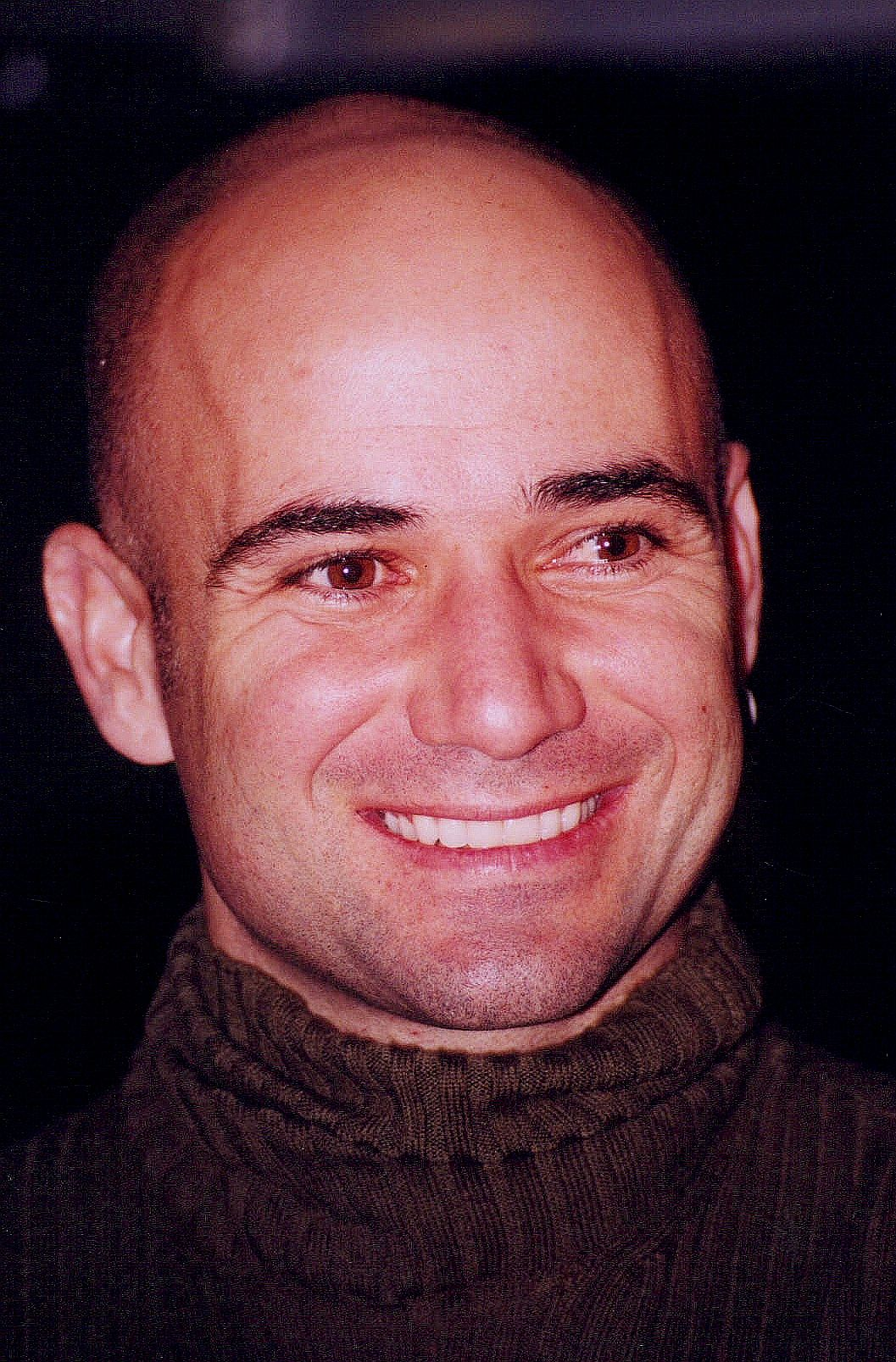
Andre Agassi, tenismen american

- 1954: Jerry Seinfeld, comediant american
- 1955: Kate Mulgrew, actriță americană
- 1955: Horia-Victor Toma, politician român
- 1956: Florin Călinescu, actor român
- 1957: Daniel Day-Lewis, actor britanic
- 1958: Michelle Pfeiffer, actriță americană
- 1959: Victor Buruiană, inginer, cantautor, polinstrumentist, compozitor si om de radio din Chișinău
- 1968: Kolinda Grabar-Kitarović, politician croat, președintă a Croației între 2015-2020
- 1970: Andre Agassi, jucător american de tenis de câmp
- 1970: Uma Thurman, actriță americană
- 1981: Alex Vincent, actor american
- 1989: Candace Owens, scriitoare conservatoare, prezentatoare de talk-show, comentatoare și activistă americană
- 1990: Lucia Dumitrescu, cântăreață de origine română
- 2007: Infanta Sofía a Spaniei, a doua fiică a Prințului Felipe al Spaniei

## Decese
- 1417: Ludovic al II-lea de Anjou, duce de Anjou, rege al Neapole (n. 1377)
- 1630: Agrippa d'Aubigné, poet francez (n. 1552)
- 1688: Frederic Wilhelm, Elector de Brandenburg (n. 1620)
- 1854: Henry Paget, marchiz de Anglesey, general britanic (n. 1768)
- 1898: Adolphe Appian, pictor francez (n. 1818)
- 1911: Georg, Prinț de Schaumburg-Lippe (n. 1846)
- 1918: Barbu Ștefănescu Delavrancea, dramaturg, publicist și politician român (n. 1858)
- 1932: Ulrich Hübner, pictor german (n. 1872)

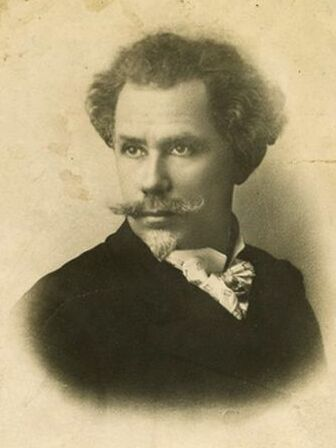
Barbu Ștefănescu Delavrancea, dramaturg român
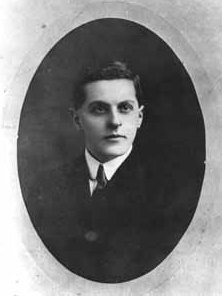
Ludwig Wittgenstein, filosof austriac
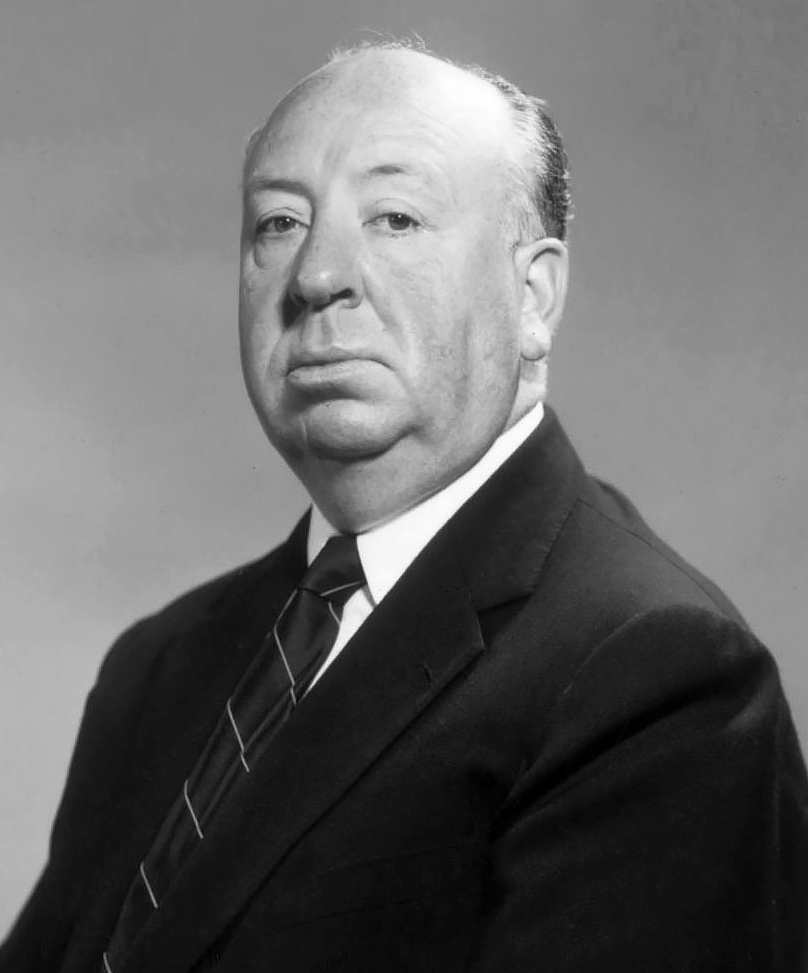
Alfred Hitchcock, regizor și producător britanic

- 1933: Konstantinos Kavafis, poet grec (n. 1863)
- 1939: Petre Iorgulescu-Yor, pictor român (n. 1890)
- 1951: Ludwig Wittgenstein, filosof austriac (n. 1889)
- 1970: Paul Finsler, matematician germano-elvețian (n. 1894)
- 1975: Radu Gyr (Radu Demetrescu), poet, dramaturg și eseist român (n. 1905)
- 1980: Alfred Hitchcock, regizor și producător britanic (n. 1899)
- 2004: Emil Klein, violoncelist și dirijor român (n. 1955)
- 2008: Chuck Daigh, pilot american de Formula 1 (n. 1923)
- 2014: Bob Hoskins, actor american (n. 1942)
- 2019: Răzvan Ciobanu, creator de modă român (n. 1976)
- 2020: Romulus Cristea, jurnalist și revoluționar român (n. 1967)
- 2025: Valeriu Tabără, politician român (n. 1949)

## Sărbători

### Religioase
- Ecaterina de Siena
- Israel - Ziua dedicată Șoa (aniversarul revoltei din ghetoul de la Varșovia)
- Japonia - „Midori no Hi”, Ziua verde (aniversarul nașterii împăratului Showa Hirohito)
- Ziua Internațională a Dansului
- Ziua Veteranilor de Război